# 오다와라 정벌
오다와라 정벌(小田原征伐)은 덴쇼 18년(1590년), 관백 태정대신(関白太政大臣) 도요토미 히데요시가 고호조씨(後北条氏)를 항복시킨 역사적 사건이자 전역(戰役)이다. 호조씨와 사나다씨(真田氏, 우에스기씨 上杉氏) 사이의 영토 분쟁을 도요토미 히데요시가 중재했으나, 이 과정에서 내려진 누마타령(沼田領) 재판의 일부를 호조씨가 무력으로 뒤엎고 이를 정당화했다. 이 행위가 도요토미 정권의 '총무사령'(惣無事令)을 위반한 것으로 간주되었고, 결국 도요토미군은 호조가를 공격하게 되었다.
특히, 호조씨의 본거지였던 오다와라성(小田原城)을 포위한 전투가 유명하여 본 전역을 ‘오다와라 정벌’이라 부르지만, 이는 단순히 오다와라성 공략전만을 의미하는 것이 아니라, 동시에 진행된 후호조씨 영토 내의 각지 소탕전 및 공략전도 포함하는 개념이다.